# José Geraldo da Cruz
José Geraldo da Cruz AA (ur. 8 sierpnia 1941 w Muriaé, zm. 4 kwietnia 2022 tamże) – brazylijski duchowny rzymskokatolicki, w latach 2003–2016 biskup Juazeiro.

## Życiorys
Wstąpił do nowicjatu asumpcjonistów w Santiago i w tymże zgromadzeniu złożył śluby zakonne 14 marca 1961. Święcenia kapłańskie przyjął 1 maja 1969. Był m.in. asystentem generalnym zakonu dla Ameryki Łacińskiej (1987-1999) oraz przełożonym brazylijskiej prowincji (2000-2003).
4 czerwca 2003 został prekonizowany biskupem Juazeiro. Sakrę biskupią otrzymał 16 sierpnia 2003. 7 września 2016 przeszedł na emeryturę.
Zmarł na raka 4 kwietnia 2022.